# رايخسجاو فيينا
رايخسجاو فيينا (بالإنجليزية: Gau Vienna) كان قسمًا إداريًا لألمانيا النازية ومقره في فيينا، النمسا . كانت موجودة بين عامي 1938 و1945. تم ضم أجزاء من النمسا السفلى لإنشاء فيينا الكبرى، والتي أصبحت بعد ذلك أكبر مدينة في ألمانيا النازية حسب المنطقة.

## التاريخ
تم إنشاء نظام النازي جاو في الأصل في مؤتمر للحزب في 22 مايو 1926، من أجل تحسين إدارة هيكل الحزب. منذ عام 1933 وما بعده، بعد الاستيلاء النازي على السلطة، حل الجاو محل الولايات الألمانية كتقسيمات إدارية في ألمانيا. 
على رأس كل جاو، هناك غاوليتر ذو صلاحيات شبه مطلقة. كل غاولتير محلي غالبًا ما كان يشغل مناصب حكومية بالإضافة إلى مناصب حزبية وكان مسؤولًا، من بين أشياء أخرى، عن الدعاية والمراقبة، ومنذ سبتمبر 1944 فصاعدًا، فولكسستورم والدفاع عن الغاو.  
تم شغل منصب غاولايتر فيينا في البداية من قبل أوديلو جلوبوسنيك من عام 1938 إلى عام 1939، من قبل جوزيف بوركل من عام 1939 إلى عام 1940 ومن قبل بالدور فون شيراخ لما تبقى من تاريخ رايخسجاو حتى عام 1945.  